# Antonio de Vea
Antonio de Vea y Luquín fue un marino español que llegó al grado de almirante y general de la Armada del Mar del Sur, asentado en Lima (Perú), recordado por haber dirigido en 1675 una expedición de exploración de los canales australes de Chile, en busca de posibles asentamientos ingleses.

## Biografía
Nació en el seno de una familia noble en la primera mitad del siglo XVII  siendo originario de la villa de Milagro, en el reino de Navarra. Era hijo del que fue alcalde y regidor en varias ocasiones de la villa de Milagro, Antonio de Vea, y de su esposa, Ana de Luquín. Dos de sus hermanos también fueron militares, José, que obtuvo el grado de capitán, y Jerónimo, que falleció en Flandes. Siguió la carrera de armas, partiendo en diversas campañas militares como la de Cataluña o la de Portugal. Posteriormente pasó a Flandes hasta que se ajustaron las paces. En 1674 ya había alcanzado el grado de capitán de mar y guerra, además que en esa fecha el virrey del Perú le designó como jefe de una expedición que partiría a reconocer el estrecho de Magallanes.
En cuanto a su vida privada, se tiene noticia de que casó con Juana Francisca de Argandoña y Alicante, hija del también Almirante, Don  Gaspar de Argandoña y Cervantes del Águila, además de hermana del Gobernador de Tucumán, Don Tomás Félix de Argandoña.

### Antecedentes de la expedición
La acción de los filibusteros en el mar Caribe y especialmente el asalto a la ciudad de Panamá por Henry Morgan en 1670, además de la toma de prisioneros ingleses en Valdivia de la expedición de John Narborough ese mismo año, y la información proporcionada por el indígena chono, llevado a Lima por el capitán Bartolomé Gallardo en 1675, hicieron creer al virrey del Perú y al gobernador de Chile que efectivamente los ingleses se habían establecido en el estrecho de Magallanes o tierras adyacentes.
Ante esto el virrey don Baltasar de la Cueva Henríquez mandó reclutar tropas, recoger armas, fundir cañones y reconocer todos los buques mercantes que pudieran adaptarse para la guerra, pidió a las ciudades un donativo voluntario para ayudar en los gastos pero, como esta acción requería cierto tiempo, decidió enviar de inmediato una expedición de reconocimiento para confirmar las informaciones transmitidas por el indígena en el sentido de que ya había hombres extranjeros en territorio.

### Expedición al Estrecho
El virrey colocó al mando de esta expedición al capitán don Antonio de Vea proporcionándole un navío Nuestra Señora del Rosario, y construyendo otros dos barcos más pequeños para navegar por los canales. Además embarcó en la flota ocho experimentados pilotos españoles para ayudar en la navegación y embarcó como práctico al indígena que había proporcionado la información sobre la existencoa de poblamientos en la región.
Las naves zarparon del puerto del Callao el 21 de septiembre de 1675 siguiendo la ruta del archipiélago Juan Fernández, que solo avistaron, recalando en el canal de Chacao el 13 de octubre. En la navegación del canal de Chacao, la nave de Vea chocó con una roca sufriendo una gran avería que obligó a su capitán a vararla en la costa para evitar su pérdida y poder repararla.
Con uno de los barcos menores y varias piraguas Vea zarpó el 30 de octubre al sur. Exploró durante dos meses los archipiélagos al norte del golfo de Penas sin encontrar a los ingleses. El aspecto de la región, el clima frío y lluvioso, la pobreza del suelo y la falta de vegetales útiles para la alimentación humana le convencieron de que era imposible que allí se estableciesen colonias y que todo era un embuste de los indígenas por lo que decidió regresar al Perú.
Antes de poner proa al norte, el 13 de enero de 1676 fijó en la isla San Esteban, probablemente la actual isla Javier o la isla Wager en el golfo de Penas, una plancha de bronce haciendo constar que esas tierras eran propiedad de España. El 28 de enero llegó a Chacao luego de 3 meses de fatigosas y estériles exploraciones. Allí tuvo que permanecer otro mes en espera del capitán Iriarte que andaba explorando los canales.

### Viaje del capitán Pascual Iriarte
Vea había dejado al capitán Pascual Iriarte a cargo de las reparaciones del navío averiado, pero como estas demoraban, Iriarte tomó otra nave en Chiloé y emprendió un viaje de reconocimiento llegando hasta la boca occidental del estrecho de Magallanes.
El 17 de febrero de 1676, estando en los islotes Evangelistas, quiso dejar un testimonio de dominio para lo cual envió un bote a tierra para colocarlo, en el que iba su propio hijo. Se levantó un mal tiempo y el bote y sus tripulantes se perdieron y nunca fue encontrados, regresando Iriarte al norte.

### Regreso a Lima
Se reunieron en Chacao, en el canal de Chacao, y zarparon a Perú el 6 marzo , recalando en Valparaíso el 30 del mismo mes y llegando a Callao el 19 de abril de 1676. En ambos puertos el capitán Vea informó de la falsa alarma del poblamiento inglés. Los gastos en Perú habían sido enormes, se habían reclutado 8.433 hombres y durante todo ese tiempo en Lima no habían cesado las rogativas y procesiones para alcanzar la protección del cielo ante los ingleses.
El virrey decretó la disolución de las tropas, felicitó a los expedicionarios y castigó al indio autor de los rumores con 200 azotes y presidio perpetuo en la isla San Lorenzo del Callao.

## Legado
Esta exploración tuvo el mérito de haber despejado las dudas sobre el establecimiento de poblados ingleses en las cercanías del estrecho de Magallanes lo que permitió a las colonias de las costas del Pacífico vivir cierto tiempo en paz y tranquilidad.

## Muerte
Poco se sabe de la causa de su muerte, pero parece ser que falleció a finales del siglo XVII en un puerto de Panamá. Existe también la posibilidad de que haya fallecido en Callao.